# 大塚愛菜
大塚 愛菜（おおつか あいな、1998年4月3日 - ）は、日本の歌手、元アイドル、元女優。ハロー!プロジェクトの女性アイドルグループ・Juice=Juiceの元メンバー。東京都出身。ニックネームはつかぽん。

## 略歴
モーニング娘。9期オーディションを受けたが最終審査で落選。このオーディションがきっかけで、2011年7月よりハロプロエッグ（現ハロプロ研修生）に加入し活動。
2011年
- 9月11日、ハロプロ エッグ 2011 発表会〜9月の生タマゴShow!〜にて初お披露目。

2013年
- 4月3日、ハロプロ研修生内ユニットである『Juice=Juice』のメンバーとしてシングル「私が言う前に抱きしめなきゃね」でインディーズデビュー[2]。
- 6月13日、東京・池袋サンシャインシティ・噴水広場でのJuice=Juice 3rdインディーズシングル「天まで登れ!」のリリースイベントにて、夏にメジャーデビューすることが発表された[3]。
- 7月5日、事務所と契約条件で合意に至らず、Juice=Juice・ハロプロ研修生から脱退することを発表[4]。

2014年
- 4月22日、アメーバブログにて個人ブログを開始。歌手としてデビューを目指すことを示唆する内容を記載[5]。

2015年
- 7月25日、新宿FNVで1stワンマンライブ「Next stage!!」を開催[6]。
- 11月29日、TSUTAYA O-nestにて、2ndワンマンライブ「《INFINITY REVOLUTION〜無限大革命〜》」を開催。同日、会場限定販売で1stソロシングル「Dreamer」をリリース。そして、ライブ後には初のファンミーティングを開催。[7]
- 12月8日、個人ブログがオフィシャルブログになり、同時にタイトルを「☆Second Step☆」から「HAPPY DIARY」に変更[8]。

2016年
- 4月2日、自身の生誕祭として四谷LOTUSで3rdワンマンライブ「Eighteen Revolution」を開催[9]。初めてアコースティック・ギターでの弾き語りを披露。

2017年
- 10月17日、新グループ「愛とか恋とかなんだっけ」に加入することが発表された[10]。しかし、メンバー4人のうち2人が脱退を表明[11]、12月28日のラストライブをもって無期限活動休止となった[12]。

2018年
- 4月3日、この日に行われたバースデーライブにて、本日をもって芸能界を引退すると発表した[13]。

2020年
- 2月5日、スターラウンジ＆チェルシーホテルにて開催されたTETE FES 2020にて、芸能活動再開[14]。
- 7月13日、SHIBUYA STAR LOUNGEにてコロナの影響で3ヶ月遅れのバースデーライブを開催[15]。

## 人物
- 好きな食べ物はカルパス。嫌いな食べ物はシソ。特技はサッカーなどのスポーツ、料理、一輪車[16]。
- 好きなアーティストはONE OK ROCK、SCANDAL等。また以前所属していたハロー!プロジェクトの楽曲も好んでおり、前述アーティストらの楽曲はライブでも度々カバーしている。
- 好きなキャラクターはリトル・マーメイドのアリエル。
- ハロー!プロジェクトで尊敬するメンバーは℃-uteの岡井千聖。「歌にパワーがあって、周りを明るくする力があるところが尊敬できます」[17]とのこと。
- ハロー!プロジェクトのプロデューサーであったつんく♂からは「モーニング娘。9期オーディションで最終まで残った強者。声質はマイクにすごくよく引っかかる良声です。」と評価されている[18]。
- 犬を二匹飼っており、犬種はそれぞれトイプードルとダックスフント。

## 作品

### シングル
|     | 発売日         | タイトル | 規格品番 | 備考         |
| --- | -------------- | -------- | -------- | ------------ |
| 1st | 2015年11月29日 | Dreamer  | AINA-001 | 会場限定販売 |

## 出演

### コンサート
- ハロプロ エッグ 2011 発表会〜9月の生タマゴShow!〜（2011年9月11日、横浜BLITZ）
- ハロプロ エッグ 2012 発表会〜3月の生タマゴShow!〜（2012年3月31日、日本橋三井ホール）
- ハロプロ研修生 発表会 2012〜6月の生タマゴShow!〜（2012年6月17日、山野ホール）
- ハロプロ研修生 発表会 2012〜9月の生タマゴShow!〜（2012年9月9日、山野ホール）
- ハロプロ研修生 発表会 2013〜3月の生タマゴShow!〜（2013年3月31日、横浜BLITZ）
- ハロプロ研修生 発表会 2013〜6月の生タマゴShow!〜（2013年6月8日、メルパルク東京・15日、大阪御堂会館）

### イベント
- 汐博「汐留☆アイドルカーニバル!2011 in SHIODOME-AX」ハロプロ エッグ新メンを迎えて〜夏期休暇中デラAX!〜（2011年8月11日・18日、汐留AX）[19][20]
- 汐博2012 汐留☆アイドルカーニバル!2012 ハロプロ研修生 夏季休暇中〜汐留ハンター〜（2012年8月26日、汐留AX）[21][22]
- 汐留ロコドル甲子園2015 （2015年8月16日、汐留・日テレタワー 大屋根広場特設ステージ） [23]

### 舞台
- アリスインプロジェクト「セブンフレンズ・セブンミニッツ」（2014年12月17日 - 12月21日、品川・六行会ホール）- 小暮知里 役（空組）[24][25]
- アリスインプロジェクト「ラストホリデイ2015 〜終わらない歌〜」（2015年4月29日 - 5月10日、池袋・シアターKASSAI）- 一ノ瀬波子 役 [26][27]
- アリスインプロジェクト「魔銃ドナー」（2015年6月24日 - 7月5日、池袋・シアターKASSAI）- コートニー 役 [28][29][30]
- 4121「新釈・ロクモンセン 〜真田十勇士伝説〜」（2015年10月28日 - 11月3日、全労済ホールスペース・ゼロ）- くノ一 ビリジアン 役 [31]
- 朗読劇「年年歳歳」（2015年12月24日、座・高円寺2） - 主演・川野みずき 役
- シザーブリッツ「軽くフィクション」（2016年1月20日 - 24日、中野ザ・ポケット） - 木村すずめ 役
- アリスインプロジェクト「戦国降臨ガール・インターナショナル」（2016年3月11日 - 13日、香港・同流黑盒劇場） - 伊達政宗 役[32]
- ホットポットクッキング旗揚げ公演「失神タイムスリドル」（2016年4月29日 - 5月2日、新宿村LIVE） - ストロベリー 役[33]
- Office54「23区女子」（2016年5月27日 - 30日、座・高円寺2） - 渋谷区 役[34]
- Am-bitioNプロデュース vol.2「Let’s play a GAME」（2016年6月22日 - 26日、シアターグリーン BOX in BOX THEATER）
- 「黒蝶のサイケデリカ THE STAGE」（2016年8月3日 - 7日、新宿・紀伊國屋ホール） - ウサ 役[35]
- 劇団空感演人「HOME〜素晴らしき日の最後の一杯〜」（2017年4月5日 - 9日、池袋･あうるすぽっと） - A班 麻美 役
- アリスインプロジェクト「名探偵はじめました! 2017[36]」（2017年5月3日 - 8日、新宿・シアターブラッツ） - 早瀬尊 役
- アリスインプロジェクト「クォンタムドールズ2017[37]」（2017年7月5日 - 9日、六行会ホール） - 麻宮真由美 役
- Candy House（2017年8月1日 - 6日、新宿・サンモールスタジオ） - A班 東條真美子 役 / 主演・徳永更紗 役（2日のみ）[38]
- アリスインプロジェクト「アリスインデッドリースクール・ノクターン」（2017年10月4日 - 9日、新宿村LIVE） - 橙沼霧子 役

### 映画
- アリスインデッドリースクール・アジタート（2017年、アリスインプロジェクト） - 橙沼霧子 役

### アニメ
- アリスインデッドリースクール・コンチェルト（2017年10月） - 橙沼霧子 役

### ゲーム
2016年
- アドヴェントガール（姜維[39]）